# Encapsulat dels circuits integrats

Fig.1 Imatge d'un DIL14 sense marcar. L'encapsulat de doble línia (dual in-line package) fou un dels primers encapsulats desenvolupats i continua sent àmpliament usat avui en dia.

L'encapsulat dels circuits integrats, en anglès integrated circuit packaging, és el conjunt material que s'utilitza per protegir un circuit integrat, normalitzar la separació entre terminals i afavorir una bona refrigeració.
L'encapsulat dels circuits integrats va aparèixer per primer cop a la dècada dels 60 i va evolucionar molt ràpidament. Actualment n'hi ha desenes de tipus i incorporen coneixements de camps molt diversos: materials, transferència de calor, electromagnetisme, fatiga mecànica…

## Tipus d'encapsulat comuns
Els tipus d'encapsulat més utilitzats es poden resumir a la taula següent:

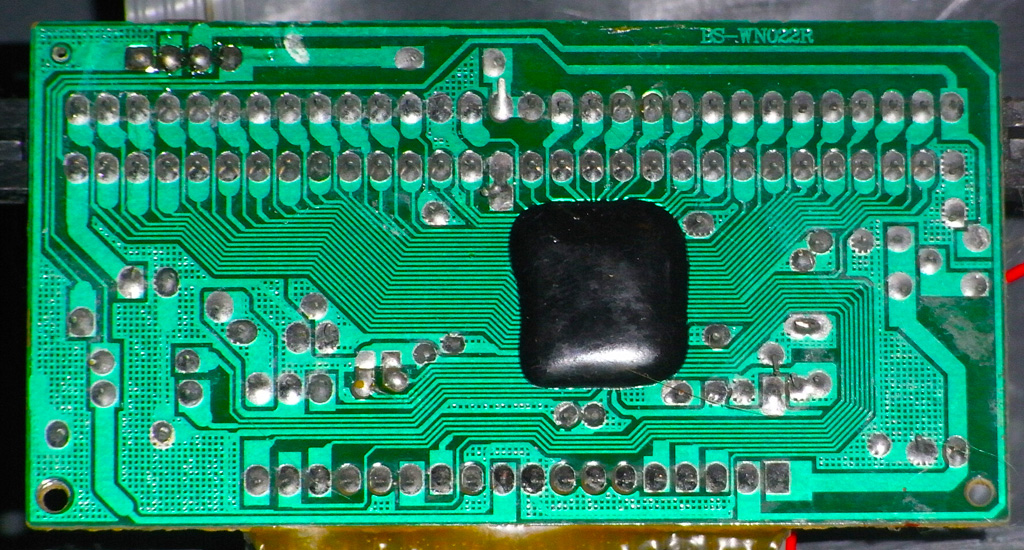
Fig.1 Encapsulat CoB

| Encapsulat (Packaging)           | Acrònim | Tipus de muntatge                                                        | Descripció                                                    |
| -------------------------------- | ------- | ------------------------------------------------------------------------ | ------------------------------------------------------------- |
| Dual in-line package             | DIL/DIP | Muntatge directe o amb sòcol a plaques perforades                        | Dues files de terminals (màxim 64)                            |
| Pin grid array                   | PGA     | Muntatge directe o amb sòcol a plaques perforades                        | Matriu de terminals (màxim ~600)                              |
| Small Outline Integrated Circuit | SOIC    | Muntatge directe a plaques de muntatge superficial                       | DIP amb terminals plans                                       |
| Quad Flat Package                | QFP     | Muntatge directe a plaques de muntatge superficial                       | Quadrats. Terminals plans a tots els costats (màxim ~250)     |
| Lead Chip Carrier                | LCC     | Per a plaques amb orificis (amb sòcol) o superficials (muntatge directe) | Quadrats. Terminals doblegats a tots els costats (màxim ~100) |
| Ball grid array                  | BGA     | Muntatge directe a plaques de muntatge superficial                       | Matriu quadrada de punts de soldadura (màxim ~100)            |
| Quad-FLat No-leads               | QFN     | Muntatge directe a plaques de muntatge superficial                       | Quadrats. SENSE Terminals (màxim ~250)                        |
| Chip on Board                    | CoB     | Muntatge del die directament sobre el circuit imprès                     | Vegeu Fig.2                                                   |
| Chip-scale package               | CSP     | Muntatge del die directament sobre l'encapsulat                          | S'aconsegueixen mides similars als die.                       |
| Package on package               | PoP     | Muntatge de circuits integrats apilats en disposició vertical.           | S'aconsegueixen major densitat de components.                 |